# Xalamatitla
Xalamatitla är en ort i Mexiko.   Den ligger i kommunen San Martín Chalchicuautla och delstaten San Luis Potosí, i den sydöstra delen av landet, 220 km norr om huvudstaden Mexico City. Xalamatitla ligger 224 meter över havet och antalet invånare är 116.
Terrängen runt Xalamatitla är huvudsakligen kuperad, men österut är den platt. Runt Xalamatitla är det ganska tätbefolkat, med 80 invånare per kvadratkilometer. Närmaste större samhälle är Tamazunchale, 15,8 km sydväst om Xalamatitla. I omgivningarna runt Xalamatitla växer huvudsakligen savannskog.